# 半夜月
半 夜月（パン・ヤウォル、반야월、1917年8月1日 - 2012年3月26日）は、日本統治時代の朝鮮、および、大韓民国の大衆歌謡作詞家、歌手。歌手としての活動には、秦 芳男（チン・バンナム、진방남）という芸名を使った。

## 生涯
出生地は慶尚南道馬山府で、本名は、朴昌吾（パク・チャンオ、박창오）といい、本貫は密陽であった（密陽朴氏）。秋美林（チュ・ミリム、추미림）、朴南蒲（パク・ナムフォ、박남포）、南宮麗（ナム・グンリョ、남궁려）、琴桐線（クム・ドンソン、금동선）、許久（ホ・グ、허구）、高香草（コ・ハンチョ、고향초）、玉丹春（オク・ダンチュン、옥단춘）、白鷗夢（ペク・グモン、백구몽）など、様々な芸名も使用した。
後の慶尚南道馬山市合浦区（さらに後の昌原市馬山合浦区）に生まれ、高校を通っていたころ家庭の事情が厳しくなったため、忠清北道清州で仕立て屋をしていた叔父の元へ赴き、洋裁の仕事を学んだ。清州一帯で「歌う洋服屋（노래하는 양복쟁이）」として知られるようになり、清州地域のコンクールを勝ち抜いて、『朝鮮日報』とタイヘイレコードが主催する全国コンクール大会で優勝し、歌手としてデビューした。秦芳男という芸名で発表した「불효자는 웁니다（不孝者は泣いています）」、「꽃마차（花馬車）」などが代表作となった。以後、南大門楽劇団（남대문악극단）を組織して『산홍아 너만 가고（仮訳：サンホンア、あなただけ行って）』、『마도로스 박（仮訳：マドロス・パク）』などの音楽劇を制作し、放送劇も執筆するなど様々な活動をした。
特に、作曲家の朴是春（パク・シチュン）、歌手の李蘭影（イ・ナニョン）とあわせて「韓国歌謡界の3大宝（한국 가요계의 3대 보물）」と呼ばれるほど、大衆に愛された歌詞を数多く作詞した。「넋두리二十年（仮訳：不平二十年）」を皮切りに、自ら歌ってヒットした「花馬車」、「단장의 미아리고개（断腸のミアリ峠）」、「유정천리（有情千里）」、「울고 넘는 박달재（仮訳：泣き越える朴達峠）」、「만리포 사랑（仮訳：万里浦の愛）」、「벽오동 심은 뜻은（仮訳：碧梧桐を植えた意味は）」、「비 내리는 삼랑진（仮訳：雨降る三浪津）」、「아빠의 청춘（仮訳：お父さんの青春）」、「무너진 사랑탑（崩れた愛の塔）」、「산장의 여인（仮訳：山荘の女人）」、「산유화（山有花）」、「외나무다리（仮訳：一本橋）」、「소양강처녀（仮訳：昭陽江の処女）」などがよく知られているほか、作詞した曲は数千曲を超える。「昭陽江の処女」を歌った歌手はキム・テヒ（김태희）で、作曲者はイ・ホ（이호）である。
1956年の大韓レコード作家協会（대한레코드작가협회）、1964年の韓国音楽著作権協会、1974年の韓国歌謡半世紀作家同志会（한국가요반세기작가동지회）などの設立に積極的に参加した。1966年には国際歌謡大賞（국제가요대상）作詞賞、1967年には公報部長官感謝賞を受け、1991年には文化勲章国民章の叙勲を受けた。
韓国の歴史上、最も多くの歌を作詞し、最も多くのヒット曲を出した作詞家であり、最も多くの歌碑のある作詞家としても知られている。「내 고향 마산항（仮訳：私の故郷馬山港）」、「断腸のミアリ峠」、「泣き越える朴達峠」、「万里浦の愛」、「두메산골（仮訳：田舎の山谷）」、「昭陽江の処女」、「삼천포아가씨（仮訳：三千浦の女）」などの歌碑が全国各地に建てられている。故郷の馬山では、半夜月歌謡祭（반야월 가요제）も開かれている。
日本統治時代末期に歌手として「소년초（仮訳：少年草）」、「조국의 아들（仮訳：祖国の息子）」などを歌い、「결전 태평양（仮訳：決戦太平洋）」、「일억 총 진군（仮訳：一億総進軍）」などの軍国歌謡の作詞に参与した経歴から、2008年に民族問題研究所が公開した親日人名辞典収録予定者名簿の音楽部門に含まれた。これに対して彼は、2010年6月に、親日行為について謝罪した。彼は「何を言っても言い訳だ。あったことは認めなければならない」と述べた。2012年3月26日、老衰のため死去した。享年96歳。